# Dasymys montanus
Il ratto ispido montano (Dasymys montanus  Thomas, 1906) è un roditore della famiglia dei Muridi endemico dell'Uganda.

## Descrizione

### Dimensioni
Roditore di medie dimensioni, con la lunghezza della testa e del corpo tra 132 e 156 mm, la lunghezza della coda tra 93 e 115 mm, la lunghezza del piede tra 28 e 31 mm, la lunghezza delle orecchie tra 17 e 19 mm e un peso fino a 100 g.
La pelliccia è lunga, densa e fine. Le parti superiori sono marroni scure con un'iridescenza verdastra, i fianchi sono gradualmente più chiari, mentre le parti ventrali sono grigio ardesia. Le orecchie sono corte e densamente ricoperte di peli nerastri. Il dorso delle zampe sono marroni chiare, le dita sono ancora più chiare. La coda è più corta della testa e del corpo, uniformemente nerastra e praticamente priva di peli.

## Biologia

### Comportamento
È una specie attiva sia di giorno che di notte.

### Alimentazione
Si nutre di parti vegetali di piante succulente e di fiori.

### Riproduzione
Nessuna femmine catturata nella stagione delle piogge tra novembre e dicembre e in quella secca tra aprile e maggio era visibilmente gravida.

## Distribuzione e habitat
Questa specie è endemica della Catena del Ruwenzori, nell'Uganda occidentale e probabilmente anche nelle zone confinanti della Repubblica Democratica del Congo.
Vive nelle foreste tropicali montane, e nelle praterie e zone umide d'altura tra 2.600 e 3.800 metri di altitudine.

## Conservazione
La IUCN Red List, considerato l'areale limitato e il continuo declino nell'estensione e nella qualità del proprio habitat, classifica D.montanus come specie in pericolo (EN).